# Vojens Lufthavn
Vojens Lufthavn (IATA: SKS, ICAO: EKSP) er en lufthavn beliggende ca. 2 km sydvest for Vojens.
Fra lufthavnen er der i dag flyvning med taxi- og privatfly samt helikoptere. Lufthavnen er godkendt som Schengenlufthavn.
Vojens Lufthavn deler baner med Flyvestation Skrydstrup. 

## Historie
Lufthavnen blev anlagt i 1943 af den tyske besættelsesmagt. Efter krigen blev flyvepladsen i 1953 overtaget af Flyvevåbnet og herefter drevet som Flyvestation Skrydstrup. Flyvestationens baner blev senere åbnet for civil brug gennem den civile Vojens Lufthavn.
Vojens Lufthavn har tidligere betjent ruteflyvninger til København og fungerede i en årrække som lufthavn for mellemlandinger på ruten København-Esbjerg. Efter åbningen af Storebæltsforbindelsen forsvandt grundlaget for indenrigsflyvning fra Vojens Lufthavn, og Maersk Air indstillede i 1999 ruteflyvningerne til København. Ruten blev overtaget af Danish Air Transport (DAT), men også DAT måtte konstatere at ruten ikke var rentabel, hvorfor den blev endeligt indstillet senere i 1999.

## Eksterne links
- Hjemmeside for Vojens Lufthavn